# Општина Албешти (Муреш)
Албешти (рум. Albeşti) општина је у Румунији у округу Муреш.
Oпштина се налази на надморској висини од 355 m.